# امانداویل (کنتاکی)
امانداویل، کنتاکی (به انگلیسی: Amandaville, Kentucky) یک منطقهٔ مسکونی در ایالات متحده آمریکا است که در کنتاکی واقع شده‌است.

## خصوصیات
امانداویل ۱۸۲٫۸۸ متر بالاتر از سطح دریا واقع شده‌است.